# Club Las Piranjas
Club Las Piranjas ist eine deutsche Fernsehkomödie aus dem Jahre 1995 mit Hape Kerkeling und Angelika Milster in den Hauptrollen. Der Film wurde im Auftrag des Norddeutschen Rundfunks von der Polyphon Film- und Fernsehgesellschaft produziert. Das Drehbuch stammt von Hape Kerkeling und Doris J. Heinze, Regie führte Ulli Baumann. Club Las Piranjas ist eine Satire auf den komplett durchorganisierten Pauschal-Cluburlaub.

## Handlung
Ein „vielversprechendes“ Werbevideo des Hotels „Club Las Piranjas“ lockt die unterschiedlichsten Charaktere aus Deutschland in die gleichnamige Ferienanlage, die in nicht näher definiert „südlich-fremdartig“ sprechenden Breitengraden weitab von jeglicher Zivilisation liegt. Biggi und Edwin sind die beiden Animateure des Clubs und als solche für die Organisation des Urlaubs verantwortlich.
Die Familie Schadletzki, bestehend aus Karl-Heinz Schadletzki nebst Ehefrau Hildegard und Sohn Oliver, planen ohne Oma Schadletzki und ihren Hund Uschi den Sommerurlaub zu verbringen. Oma verliert bereits bei der Ankunft am Flughafen den Boxer Uschi und lässt ihn vom Ansager am Flughafen erfolglos ausrufen, da sich der Hund als blinder Passagier bereits an Bord geschmuggelt hat.
Eine gemischte deutsche Reisegruppe, bestehend unter anderem aus der eben erwähnten Familie, der nordhessischen Rentnerin Herta Ludwig („My Home is in Kassel“ in Anlehnung an die Redewendung „My home is my castle.“) sowie der allein reisenden Abteilungsleiterin Margot Kemper und dem Filialleiter Kurt Becker, erreichen mit zweieinhalb Stunden Verspätung das Reiseziel. Nachdem sie irgendwo im Nirgendwo gelandet sind, werden die urlaubsgestimmten Pauschaltouristen von den beiden quietschfidelen Animateuren Biggi und Edwin lärmend in Empfang genommen. Der Club, den man im Anschluss an eine mehrstündige Busfahrt durch eine mondartige Landschaft (von Edwin als „die grüne Lunge des Südens“ angepriesen) endlich bei Nacht erreicht, wirkt, soweit man es im gleißenden Licht der Scheinwerfer am Stacheldrahtzaun erkennen kann, wie eine Art Hochsicherheitsgefängnis, das ein totalitärer Staat auf einem Truppenübungsplatz errichtet hat.
Gleich nach der verspäteten Ankunft im Club wird den hungrigen Gästen von der Chefin des Clubs Dr. Renate Wenger mitgeteilt, dass die Küche geschlossen sei. Weiterhin müssen alle Gäste an der Rezeption ihre Wertsachen und Ausweise abgeben und erhalten eine „Clubuniform“ sowie als hausinterne Währung den „Piranjataler“ ausgehändigt.
Im Verlauf des Films werden die Gäste vor diverse Probleme gestellt, wie z. B. einen defekten Swimmingpool, Frühstücken auf Zeit und nach Einteilung in Essensgruppen, defekte Toilettenspülungen und doppelt belegte Zimmer. Letzteres erwies sich jedoch – sehr zum Missfallen der betroffenen Urlaubsgäste – als richtig, da es die Buchungsoption „Einzel als Doppel“ gab. Dies bedeutet, dass sich zwei gleichgeschlechtliche Alleinreisende ein gemeinsames Doppelzimmer teilen. Während Biggi und Edwin diese Probleme ignorieren bzw. schönreden, ist auch die Clubchefin Dr. Wenger, die offensichtlich ein Alkoholproblem hat, für die Gäste keine wirkliche Ansprechpartnerin.
Weiterhin besteht für die Clubveranstaltungen ein Teilnahmezwang. So müssen die Gäste beim gemeinsamen Müllsammeln am Strand (unter dem Motto „Aktion sauberer Strand“), Völkerball zum Kennenlernen und bei Themenabenden bzw. Feiernächten teilnehmen. Biggi und Edwin sind ständig bemüht, die Gäste zusammenzuhalten und zu unterhalten, was einige Gäste zunehmend nervt.
Irgendwann ist bei einigen der Gäste die Grenze des Zumutbaren erreicht; die ersten denken an Flucht. Familie Schadletzki will eines Abends für wenige Stunden die Clubanlage verlassen, um dem Stress zu entkommen und die Umgebung kennenzulernen. Durch die lagerartige Bewachung und abgelegene Lage des Hotels wird ihr Ausflug jedoch verhindert. Biggi, die Familie Schadletzki bei dem „Ausflugsversuch“ erwischt hat will Edwin von dem Vorfall erzählen und begibt sich zu seinem Zimmer. Als sie seine Tür öffnet, sieht sie, dass Edwin und Frau Dr. Wenger gemeinsam im Bett schlafen. Biggi fühlt sich verletzt, denn sie war in Edwin verliebt. Am nächsten Tag folgt der gemeinsame Ausflug „Land und Leute“, auch „Sand und Leute“ genannt, der mitten in einer trostlosen Ruine in der Wüste endet.
Dort hecken Herta und Karl-Heinz einen Fluchtplan aus. Da im Tresor die Wertsachen und Reisepapiere der Urlaubsgäste aufbewahrt werden, soll Biggi, die von den beiden als leichtes Ziel auserkoren wurde, von Karl-Heinz bezirzt werden. Sie sind der Ansicht, dass Biggi ihnen den Zutritt zum Bürozimmer verschaffen kann, da dort der Tresor steht. Bei der belgischen bzw. persischen Nacht – diese sprachliche Verwechslung entstammt dem alkoholbedingten Lallen von Frau Dr. Wenger – fordert Karl-Heinz Biggi zum Tanz auf und flirtet mit ihr. Der Coup von Herta und Karl-Heinz wird von den beiden Animateuren vereitelt. Der Hinweis kam von Margot, die sich wiederum aus Eifersucht an Kurt rächen wollte, da die betrunkene Frau Dr. Wenger sich in Kurt verliebt hat. Die Gäste, die Chefin und die beiden Animateure schlafen ihren Rausch aus; Herta genießt die Nacht alleine in einem großen Bett.
Der Film endet im Flugzeug, das die Passagiere Richtung Heimat fliegt – in der Schlussszene sieht man jedoch Edwin und Biggi lachend im Cockpit sitzen.

## Biggi und Edwin
Während des Films erfährt man auch, dass während einer früheren Reiseleitertätigkeit von Biggi ein Rentner aus Wattenscheid, der sich später als Bekannter von Herta Ludwig herausstellt, in einen Krater des Vesuv gestürzt ist („Die konnten mir aber nichts nachweisen“).
Edwin hat bereits mit Frau Dr. Wenger in einem Clubhotel in Kenia als Reiseleiter gearbeitet, dabei sind ihm die Gäste Heinz und Gisela Adamek aus Gelsenkirchen verschwunden. Er geht von einem Versicherungsbetrug aus. Außerdem erfährt man, dass Edwin ein gemeinsames Kind mit Frau Dr. Wenger hat, das Björn heißt. Es ist acht Jahre alt und wohnt in Gelsenkirchen.
Auch während dieser Reise gehen Urlaubsgäste verloren. Die Tochter Simone, die ungefähr im selben Alter wie Oliver Schadletzki ist, fliegt ohne ihre Eltern nach Deutschland zurück.

## Hintergrund
Die Dreharbeiten des Films fanden hauptsächlich im Sea Horse Hotel (27° 15′ 35,6″ N, 33° 48′ 45,6″ O) statt, einer Hotelanlage in der ägyptischen Stadt Hurghada. Weitere Dreharbeiten fanden in näherer Umgebung des Hotels statt. Die Flughafenszenen wurden im Terminal 2 (Abflugebene) des Hamburger Flughafens sowie am Flughafen Hurghada gedreht.
Der Film feierte am 28. Juni 1995 in Das Erste seine Erstausstrahlung. Der Film wurde in den Dritten Programmen und in EinsFestival, ein Digitalprogramm der ARD, mehrfach wiederholt.

## Kritiken
„Satire auf den Stress des verordneten und reglementiert-fröhlichen Urlaubs, voller Situationen, die die meisten schon so oder ähnlich am eigenen Leib erlitten haben.“

## Serien-Fortsetzung
2021 gaben RTL und Hape Kerkeling bekannt, dass an einer Serienfortsetzung der Fernsehkomödie gearbeitet wird, deren Veröffentlichung im Winter 2022/23 beim Streamingdienst RTL+ geplant ist. Der Sender RTL hat zu einem späteren Zeitpunkt dabei auch eine Ausstrahlung in seinem Hauptprogramm vorgesehen. Die Dreharbeiten fanden im Frühjahr und Sommer 2022 in Mauritius im Hotel Canonnier Beachcomber Golf Resort & Spa sowie an weiteren Orten und in Köln und Umgebung statt. Im September 2023 gab RTL bekannt, dass die vierteilige Miniserie seit dem 19. Oktober 2023 beim Streamingportal RTL+ zur Verfügung gestellt wird. Am 20. und 21. Dezember wurde die Miniserie auch bei RTL ausgestrahlt. Neben Kerkeling sind wieder Judy Winter und Angelika Milster in ihren alten Rollen zu sehen.